# Rizaucourt-Buchey
Rizaucourt-Buchey è un comune francese di 120 abitanti situato nel dipartimento dell'Alta Marna nella regione del Grand Est.

## Società

### Evoluzione demografica
Abitanti censiti